# Маніхейство в Римській імперії
Маніхейство в Римській імперії почало поширюватися ще за життя засновника цієї релігії пророка Мані (216—276). Дослідження виявлених в XX столітті маніхейських документів дозволили реконструювати події маніхейської місії. Спочатку маніхейство поширилося в східних частинах імперії, проникнувши через Месопотамію і Сирію в Палестину та Єгипет. Оскільки маніхейство виникло на території головного ворога Римської імперії, держави Сасанідів, воно сприймалося як підозріла і небажана релігія. У 302 році імператор Діоклетіан видав закон, який наказував вживати до маніхеїв найсуворіші заходи. Незважаючи на це, нова релігія надалі ширилася імперією. Нові закони проти маніхеїв приймалися протягом IV—VI століть, допоки за часів імператора Юстиніана I ця релігія не була знищена остаточно.
Вважається, що маніхейство не мало регіональних особливостей у питанні доктрини і специфіка в різних частинах імперії мала тривіальний характер, зумовлений історичними обставинами. З IV століття активну полеміку з маніхейством вела християнська церква, що розглядала його як одне з єретичних вчень. Водночас, маніхейський аскетизм був привабливою альтернативою ранньохристианському чернецтву і, можливо, вплинув на його становлення.

## Стан джерел

Розворот Кельнського кодексу

Маніхейство було «релігією книги», і серед заходів, що вживалися державою і церквою проти неї, були в тому числі конфіскація і знищення священних текстів. Внаслідок цих заходів уже за часів Августина (пом. 430) справжні маніхейські тексти практично зникли з Римської імперії, і як наслідок до кінця XIX століття в розпорядженні дослідників були переважно полемічні твори їхніх опонентів. Першими маніхейськими текстами, виявленими на території колишньої Римської імперії стали фрагменти папірусів, знайдені в Оксирінсі і видані Девідом Марголіусом (1915) і Волтером Крамом (1919), потім перевидані Френсісом Беркіттом у 1925 році. На відміну від цих фрагментів, що не містять суттєвої інформації, виявлений у 1918 році в Тебессі латинський кодекс містив вказівки на наявність напруженості між маніхейськими «слухачами» і «обраними». 
Важливою віхою стало виявлення у 1929 році текстів в Медінет Маді, які дозволили зробити припущення про початковий етап поширення маніхейства в Єгипті. Хоча 4 з 7 кодексів цієї колекції, що зберігалися в Берліні, були втрачені або сильно пошкоджені під час Другої світової війни, її вивчення триває. Ще важливішою подією стало виявлення в Єгипті у 1969 році Альбертом Генріксом і Людвігом Кененом 200-сторінкового Кельнського кодексу. Документ містить інформацію про ранні роки життя Мані та його найближчих учнів. Перші дослідники датували його IV століттям, періодом найвищої активності маніхейської місії в Римській імперії, однак висловлюються припущення і про датування VI-VII століттям, коли маніхейство переживало короткочасне відродження після арабського завоювання Єгипту. Останнє велике відкриття в цій галузі також було зроблене в Єгипті, де у 1970-х роках почалося комплексне дослідження поселень в оазі Дахла. В результаті археологічних досліджень Коліна Хоупа (англ. Colin A. Hope) було виявлене римське село Келліс, адміністративний центр ному, що був покинутий близько 400 року. В одному з будинків цього села на початку 1990-х років були виявлені рукописи, які говорять на наявність тут наприкінці IV століття процвітаючої маніхейської громади. Поряд з іншими знахідками вони дозволили відновити подробиці повсякденного життя маніхеїв.

## Хронологічний огляд

### Первісне поширення маніхейства
Завдяки невтомній проповідницькій діяльності свого засновника, маніхейство надзвичайно швидко поширилося в державі Сасанідів і до кінця III століття стало там цілком сформованою в організаційному відношенні релігією. Проповідь Мані почалася невдовзі після отримання ним другого одкровення у віці 24 років в квітні 240 року, хоча згідно з арабським істориком ан-Надім ця подія відбулася в день коронації Шапура I в неділю 1 нісана. Спершу його увагу було звернуто до шаха Ардашира I (224—241), потім, відповідно до маніхейського джерела, Мані відвідав Індію. Після цього він повернувся до Месопотамії і звернув там у свою віру шаха Турана. При спадкоємці Ардашира, Шапурі I (241—273), Мані було дозволено проповідувати, подорожуючи разом з шахський двором. В цей час він, зокрема, відвідав Адіабену на кордоні з Римською імперією. У 276 році Мані був страчений за наказом Бахрама I, після чого маніхейство заборонили в державі Сасанідів. Основними напрямками поширення цієї релігії стали північно-східне — в Согдіані та Центральній Азії, і західне — в Римській імперії.
Уявлення про те, що ставлення до маніхейства в Римській імперії визначалося тим, що це була «перська релігія», яка є одним із знарядь експансії Сасанідів, було основним до початку XX століття. Такий підхід, що дозволяє легко пояснити надзвичайну, навіть у порівнянні з християнством, нетолерантність римської влади до цієї релігії, було покладено в основу опублікованої у 1909 році роботи Г. де Стоопа «Essai sur la diffusion du manichéisme dans l'Empire romain». За припущенням шведського релігієзнавця Г. Віденгрена, Шапур I міг розглядати маніхейство як більш придатну державну релігію, здатну привести християнство і зороастризм до «вищого синтезу». Однак після відкриття коптських документів у Фаюмі і Наг-Хаммаді з'ясувалося, що зв'язок маніхейства з християнством набагато глибший, ніж уявлялося раніше, що маніхейство прийшло до Римської імперію від імені людини, яка називала себе «Апостолом Ісуса Христа».

### До кінця правління Діоклетіана
Для поширення свого вчення в Римській імперії Мані відправив з сасанідського міста Вех-Ардашир місію в складі свого батька Патика, одного зі своїх апостолів, вихідця з Римської імперії єпископа Адди і одного переписувача. Датування місії Адди ускладнене у зв'язку з тим, що ім'я «Патик» носили двоє діячів раннього маніхейства — батько Мані і учень Мані, до якого додають епітет «Учитель». В. Зундерманн, вважаючи, що тут мається на увазі батько пророка, посланий до Індії, датує місію Адди 241/241 роками. На думку інших істориків (С. Лью, Г. Струмза) це ототожнення помилкове, і слід датувати появу Адди в Сирії 20-ма роками пізніше. Маніхейське джерело розповідає про те, що «вони прийшли в Римську імперію і мали там багато релігійних суперечок. Багато обраних і слухачів було обрано. Патик пробув там рік». Після того як рік потому Патик повернувся до свого вчителя, проповідь продовжив один Адда, якому пророк надіслав на допомогу ще трьох переписувачів і своє Євангеліє. Подробиці ранньої діяльності Адди не відомі і достовірно встановлена як його опорний пункт тільки Пальміра. В одному з маніхейських текстів збереглась розповідь про успішне зцілення якоїсь жінки на ім'я Нафса (Nafṡã), чия сестра була дружиною цезаря (kysr), під яким можливо слід розуміти правителя Пальміри Одената, який отримав титул цезаря за перемогу над силами Шапура I, чоловіка цариці Зенобії. Інші розшифровані тексти показують Пальміру як важливий проміжний пункт маніхейських проповідників на шляху не тільки до Римської Сирії, але і до арабських союзників імперії. У Кельнському кодексі зберігся лист Мані до братів з Едеси римської провінції Осроена.
Відомості про подальше поширення маніхейства суперечливі. Грецькі джерела — анонімні «Діяння Архелая» і слідом за ними Епіфаній Кіпрський в своєму Панаріоні — стверджують, що Єгипет став місцем проповіді інших учнів Мані — Герми, Фоми і Папа. При цьому відомі маніхейські джерела не згадують про Герму і Фому. Однак перебування Адди в Римській імперії було досить тривалим, оскільки тут він здобув репутацію плодовитого письменника. Патріарх Фотій повідомляє, що Діодор Тарський полемізував з працею Адди під назвою «Модій». У Аврелія Августина Адда відомий як Адимантій, який написав роботу проти авторитету Старого Запові у за зразком «Антитези» Маркіона. В кінцевому рахунку, заснувавши на своєму шляху безліч громад, Адда дістався до Александрії. Сучасник цих подій Олександр Лікопольський, що склав невеличкий трактат проти маніхеїв, не згадує імені Адди у розповіді про громаду маніхеїв в розташованому з середній течії Нілу Лікополісі. Можливо, згадані ним Пап і Фома були учнями Адди. Наступним етапом стала проповідь маніхейства серед коптського населення. Судячи з кількості маніхейських текстів коптською мовою, що дійшли до нашого часу, кількість звернених була досить великою.
Аналізуючи місіонерську діяльність Мані, дослідники роблять висновок, що пророк не розглядав її в контексті політичних цілей держави Сасанідів. Ні Пальміра, ні Вірменія, про маніхейські проповіді в якій в першій половині III століття також є свідчення, не були дружніми до Персії державами. Шапур I був переконаним зороастрійцем і ніколи не виявляв відкритої підтримки Мані. Більш ймовірно, що поширення маніхейства з Персії до Риму відбувалося за посередництва торгових контактів між двома імперіями. Поширення йшло по декількох шляхах: з Єгипту до Північної Африки та Іспанії, з Сирії через Малу Азію до Греції, Іллірії, Італії та Галлії.
Поширення маніхейства в Римській імперії призвело до заворушень, особливо в Північній Африці, що на тлі війни з Персією було неприпустимим. За наказом Діоклетіана (284—305) маніхеїв переслідували, відображенням чого є прийнятий в останні роки його царювання едикт:
|  | … Стара релігія не може бути засуджена новою … Найбільший злочин — відректися від того, що було визначено і затверджено древніми … Тому ми вирішили покарати шкідливу впертість поганих людей, які протиставляють древнім богослужінням богопротивні секти, щоб своєю поганою сваволею знищити те, що нам було заповідано богами … Слід побоюватися, що вони (маніхеї) з плином часу отруять своїми мерзенними отруйними напоями невинних людей, скромний і спокійний римський народ і усю нашу землю … Тому ми наказуємо, щоб засновники і ватажки разом з їх мерзенними писаннями зазнали суворого покарання — спалення у вогні; їх прихильники, передусім фанатики, мають бути покарані смертю, їх власність конфіскована на користь скарбниці. |

Цей едикт, який є першим відомим документом, що стосуються маніхейства, ознаменував кінець періоду віротерпимості по відношенню до неримських конфесій, що тривав в перші 18 років правління Діоклетіана. Цей едикт не містить вказівки про рік, коли він був прийнятий, а тільки день, 21 березня. Вважається, що його видання було викликане повстанням Ахіллея в Єгипті, натхненником якого Діоклетіан вважав Персію. Раніше з цієї гіпотези приходили до датування едикту 297 роком, в даний час науковий консенсус датує цей документ 302 роком. З цього часу перський характер маніхейства став загальним для антиманіхейської полеміки. Твердження про те, що вчення Мані йде з Персії, приблизно тоді ж було висловлене в трактаті християнського письменника Олександра Лікопольського і з тих пір увійшло до полемічного арсеналу християнства.

### У IV—VI століттях
Християнські імператори Римської імперії зберегли інтерес до маніхейства. Амміан Марцеллін повідомляє про те, що «коли Костянтин хотів точніше ознайомитися з сектами маніхеїв і тому подібними, і не вдавалося знайти відповідного перекладача, він зупинився на Музоніані, якого йому рекомендували як відповідну людину». Амміан не повідомляє ні часу, коли це розслідування мало місце, ні про попередню кар'єру згаданого Музоніана. Можливо, це була та сама людина, про присутність якої на Антіохійському соборі в 327 році повідомляв Євсевій Кесарійський. До кінця IV століття стала поширеною практика в християнській полеміці звинувачувати своїх опонентів в «маніхействі», проте не відомо, чи мало це місце на даному соборі та в якій мірі про всі ці нюанси міг бути обізнаний язичник Амміан Марцеллін. У 372 році імператори Валентиніан I і Валент вперше з часів Діоклетіана прийняли антиманіхейське законодавство: «Щоразу, коли виявлене збіговисько маніхеїв, нехай їх ватажки будуть покарані великим штрафом, і нехай ті, хто там був присутній, стануть відомі як особи зганьблені і безчесні, і будуть ізольовані від спілкування з людьми, і нехай будинки і житла, в яких проповідували це блюзнірське вчення, будуть конфісковані цивільною владою». Згодом цей закон увійшов до Кодексу Феодосія (XVI.5.3). Тоді ж підтримку ортодоксальним християнам проти маніхеїв надав імператор-узурпатор Заходу Магн Максим (383—388), чиї послання з цього питання до імператора Валентиніана II (375—392) і папи Сиріція (384—399) збереглися в збірнику Collectio Avellana. Проти маніхеїв приймали закони імператори Граціан (375—383), Валентиніан II і Феодосій I (379—395). Їм було заборонено приховувати свою віру і влаштовувати таємні збори. Законом 381 року громадянам Римської імперії було заборонено бути маніхеями, котрим була оголошена інфамія. В результаті маніхеї втратили право свідчити в суді, складати заповіти і передавати майно. Едикт 382 року (C.Th. XVI.5.9) створив трибунал з виявлення маніхеїв в Римі, а едикт 383 року (C.Th. XVI.5.11) узаконив доноси на них. Законом 407 року заповіти маніхеїв були оголошені недійсними. У 445 році Валентиніан III своїм законом підтвердив, що маніхейство є противним християнству марновірством, засудженим ще «при язичниках» і проходження якого злочинне. Цим же законом маніхеям була заборонена державна служба і вони виганялися з усіх міст імперії. Ймовірно, цей закон був натхненний антиманіхейськими заходами папи Лева I, що мали місце незадовго до цього. Після цього часу законів на дану тему в Римській імперії більш не приймалося. Питання про те, чи були ефективні ці численні закони і з якої причини їх потрібно так багато, є предметом вивчення. Той факт, що коли у 391 році — тобто шість років після суворих законів Феодосія — Августин став єпископом в Гіппоні, маніхейский пресвітер Фортунат вів там «приємне існування» (лат. delectaret habitare), говорить про те, що як мінімум в цій частини імперії вони не виконувалися дуже суворо.
Думка про те, що маніхеї приховують свою віру під різними іменами, була широко поширеною. У законі 385 року Феодосія I (C.Th. XVI.5.7) вказується, що вони можуть називати себе «енкратитами, апоктактитами, гідропарастатами і саккофорами та багатьма іншими іменами» (лат. cum praesertim nonnulli ex his Encratitas, Apotactitas, Hydroparastatas, vel Saccoforos nominari se velint et varietate nominum diversorum velut religiosae professionis officia mentiantur). Засуджений на смерть в тому ж році в Іспанії єресіярх Присцилліан був звинувачений в «маніхействі». Його вчення, деталі якого не відомі, носило, ймовірно, гностично-маніхейський характер.
Сходження на престол у Візантії імператора Юстиніана I (527—565) поклало початок кампанії по боротьбі з усіма релігіями і сектами, відмінними від ортодоксального християнства. Прийнятий ним на початку царювання закон (Cod. I.5.11) забороняв маніхеям жити на території імперії, а якщо вони виявлялися, то мали бути страчені. Причина цієї суворості вказана в самому законі — маніхеї «намагаються посіяти багатобожжя серед греків, юдеїв і самаритян». До Кодексу Юстиніана були включені й інші закони, які наказували спалювати маніхейські книги, забороняли маніхеям складати заповіти і приховувати свою віру. Протягом кількох наступних років були прийняті закони, що підтверджували раніше встановлені заборони. За дорученням Юстиніана і за участі його чиновників у Константинополі відбувся диспут між Фотіном Маніхеєм і Павлом Персом. Про поширеність маніхейства в VI столітті і прийняті проти нього заходи повідомляє сучасник імператора, церковний історик Іоанн Ефеський в своїй «Церковній історії»:
|  | Багато хто був відданий смертним помилкам маніхеїв. Вони збиралися і слухали таємниці цього нечистого вчення. Заарештованих приводили до імператора, який сподівався звернути їх. З Сатанинською завзятістю вони безстрашно кричали, що готові бути посадженими на кіл і перетерпіти будь-які муки за релігію Мані. Імператор наказував, щоб з ними вчинили, як вони хотіли. Їх спалювали на морі, щоб вони могли бути поховані в хвилях, а майно їх конфісковували. Серед них були знатні жінки, вельможі, сенатори. |

Внаслідок вжитих Юстиніаном заходів до кінця VI століття маніхейство повністю зникло з Візантії і залишилось в стандартних риторичних формулах перерахування єресей.

## Регіональні особливості
Панівною точкою зору щодо регіональних особливостей маніхейства є визнання цієї релігії дуже однорідною, оскільки висловлювані послідовниками маніхейства погляди незалежать від їх географічної локалізації. Відповідно, догматичні варіації в різних регіонах визнаються тривіальними. Спеціальне дослідження маніхейства в Північній Африці, розпочате французьким істориком Франсуа Декре («L'Afrique manichéenne (IVème-Vème siècles). Etude historique et doctrinale», 2 vols, 1979) критикувалося за штучне виділення місцевої специфіки.

### На сході

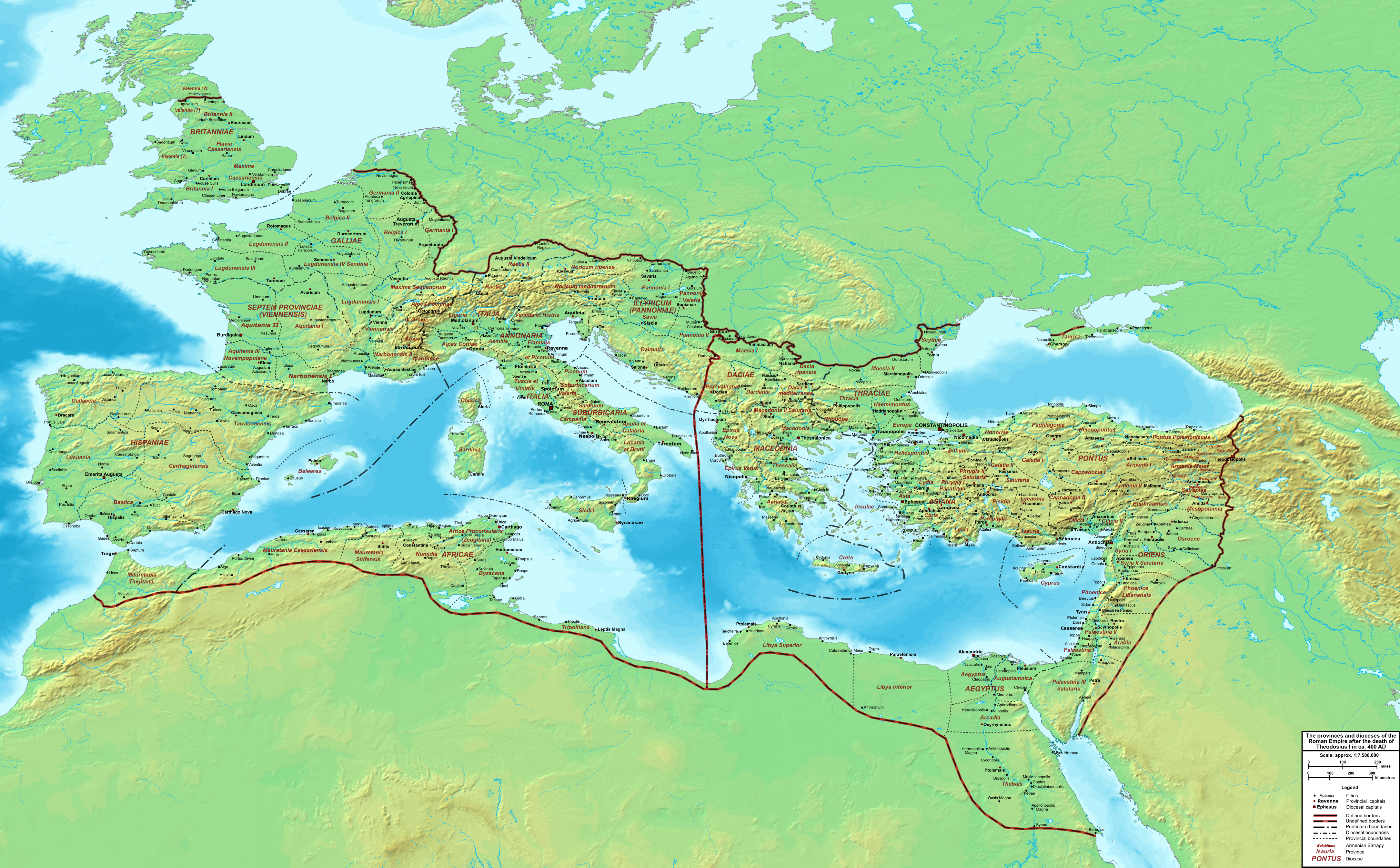
Територія Римської імперії близько 400 року

Про присутність християнства в Едесі відомо з часів імператора Септимія Севера (193—211), що робить це місто одним з найдавніших центрів християнства. У IV столітті склалася легенда про ще даніше походження тут християнства в зв'язку з листуванням Ісуса Христа з царем Осроени Абгаром V, що нібито мало місце. За версією, викладеною Євсевієм Кесарійським в його Церковній історії, вражений тяжкою хворобою Абгар, просить про допомогу Христа, він визнає Христа Богом або Сином Божим і пропонує йому свою резиденцію для Слова Божого, водночас Ісус Христос пояснює свою відмову тим, що його місія пов'язує його з Єрусалимом і обіцяє після свого воскресіння послати до нього одного з учнів, який його і зцілить. Після воскресіння Христа, продовжує Євсевій, апостол Фома послав в Едесу Тадея, одного з 70 апостолів, який зцілив царя і розповсюдив там християнство. За припущенням французького історика П. Альфарика, схожість в імені християнського місіонера і одного з головних апостолів маніхейства не була випадковою, і маніхейський проповідник міг взяти його як псевдонім, який полегшує проникнення до середовища християн. Подальшого розвитоку ця легенда набула у Єфрема Сирина, який знайшов близько 363 року в Едесі процвітаючі громади маркіонітов, маніхеїв і послідовників місцевого еклектичного християнського мислителя Бардесана. Наприкінці IV — на початку V століття легенда про Абгара була викладена в «Ученні Аддая». Дещо відмінну теорію висунув у своїх роботах голландський релігієзнавець Я. Дрійверс (Jan Drijvers), який побачив в «Ученні Аддая» антиманіхейський текст, де маніхей Адда був перероблений на провісника християнства, а відносини між ним і Абгаром є відзеркаленням відносин, що були між Мані і Шапуром I. Раббула, єпископом Едеси з 412 року, вживав проти маніхеїв адміністративні заходи.
Згідно з Епіфанієм Кіпрським, перший маніхей з'явився в Палестині за часів імператора Авреліана (270—275). Це був якийсь ветеран Акуай, за іменем якого секта отримала назву «акуаніти». Вказівка на приналежність Акуая до римської армії дозволяє зробити висновок про поширеність маніхейства в східних гарнізонах імперії, а також ототожнити його з одним з учнів Мані на ім'я Мар Заку. Про те, що позиції маніхейства в Палестині в середині IV століття були досить сильними свідчить особливе засудження його в проповіді єпископа Кирила Єрусалимського (350—386). Для ілюстрації стану справ з маніхейством в останні роки IV століття часто цитується розповідь Марка Диякона, автора життєпису святого Порфирія Газького. За його словами (§§ 85-91), в Газу прибула якась жінка з Антіохії (можливо, вона була звідти вигнана) на ім'я Юлія і почала таємно поширювати заборонене вчення під виглядом християнства. Дізнавшись про це Прокопій провів з нею бесіду, після чого відбувся масштабніший диспут з групою маніхеїв. Зміст їх вчення Марк не наводить. Свою розповідь він завершує епізодом вигнання з Юлії демона, після чого вона та її супутники повернулися до лона церкви. На думку Анрі Грегуара і М. А. Кугенера (1930), які підготували видання цього тексту, знання Марка Диякона про маніхейство були мізерні, і тому його повідомлення не заслуговує на довіру. З іншого боку, на думку сучасного французького історика Мадлен Скопелло, ця розповідь заслуговує на увагу і свідчить про значну поширеність маніхейства в Палестині на початку V століття. Про маніхеїв в Палестині повідомляє також оратор Лібаній, згідно з яким маніхеї були присутні в багатьох місцях, але в незначній кількості. Розповіді про зустрічі з ними християнських аскетів містяться в житійній літературі.
В Єгипет маніхейство потрапило з Палестини, через Газу або Ейлат. Джерела інформації про поширення маніхейства тут різноманітні, однак їх аналіз досить ускладнений. У Єгипті виявлені численні тексти представників цієї релігії, однак найчастіше вони є перекладами з арамейської, і про єгипетські реалії свідчать лише побічно. Цього недоліку позбавлені полемічні антиманіхейські тексти. Одним з перших проти маніхеїв писав близько 300 року Олександр Лікопольський, що розглядав своїх супротивників як єретичну течію у християнстві. Згідно з ним, першим маніхеєм, що прийшов «до нас», був якийсь Пап (якого не слід ототожнювати з Аддою), після якого прийшли Фома та інші. Трактат «Проти маніхеїв» написав і друг Антонія Великого, єпископ нижньоєгипетського Тмуіта Серапіон. Джерела дозволяють припустити, що початковим провідником поширення маніхейства була сирійська громада Александрії. Діяння Архелая, чиї відомості скоріше легендарні, пов'язує появу маніхейства з ім'ям вихідця з Фіваїди Скифіана, який відвідав в I столітті Індію. Навіть якщо Фиваида і не була місцем початкового поширення маніхейства в Єгипті, там нова релігія швидко набула широкого поширення, скоріше серед коптів, ніж серед греків, найпізніше на початку IV століття. Це підтверджують також лінгвістичні дані — на поширеному в Асьюті (стародавньому Лікополі) діалекті коптської мови написані виявлені в 1929 році маніхейські тексти з Медінет Маді. З 1980-х років ведеться вивчення маніхейського архіву, знайденого при розкопках в селі Келліс в Верхньому Єгипті. Відомі документи, що згадують маніхейство в Єгипті в VI—VII століттях, проте вони не дозволяють скласти цілісну картину. Імовірно, після гонінь Юстиніана маніхеїв в Єгипті залишилося дуже небагато. Однак в ранній ісламський період маніхейство пережило там свій останній розквіт, і виходець з Єгипту в правління халіфа аль Мансура (754—775) очолив маніхейську громаду в Месопотамії.

### На заході
Незважаючи на панівну тезу про однорідність маніхейського руху, низка дослідників робить спроби виявити його відмінності в латинській частини римської Африки. У Північну Африку маніхейство прийшло з Єгипту. Відповідно до думки відомого дослідника раннього християнства Волтера Френда, маніхейство поряд з донатизмом і кафолічною ортодоксією було одним з основних релігійних вчень в римській Північній Африці. Гостра боротьба між ними тривала до 411 року, коли Карфагенський собор під орудою імператора Гонорія і єпископа Маркелліна остаточно засудив донатизм. Перемога ортодоксії над маніхейством вібулася завдяки зусиллям друга Маркелліна, єпископа Гіппонського Аврелія Августина. На думку Френда, маніхейство посіло місце гностицизму, розквіт котрого в Африці припав на 190—220 роки, ставши релігією романізованої освченої міської меншості. Маніхейство, імовірно, з'явилося в столиці Африки Карфагені не пізніше, ніж через 20 років після смерті Мані. Основним джерелом відомостей про маніхейство в цьому регіоні є твори видатного християнського богослова Аврелія Августина (354—430), який в юності кілька років був прихильником цієї релігії. Крім цього, зберігся твір «Capitula de christiana fide et ueritate» єпископа маніхеїв Фавста Мілевійського, з яким Августин вів полеміку, а також учня Августина Еводія Узальського. В цілому вони дають картину Північної Африки як частини Римської імперії, в якій вчення Мані знайшло найбільший відгук. Відомо про існування там маніхейських громад в Нумідії (в Тагасті, Мілевісі та Гіппоні), столиці провінції Африки Карфагені і двох містах Мавретанії Цезарейської Тіпазі і Маліані.
Правдоподібним є твердження хроніста VI століття Іоана Малали, що маніхеї з'явилися в Римі ще за Діоклетіана. Збірник папських біографій Liber Pontificalis дає свою версію поширення цього вчення в Римі. Після появи в IV столітті за правління пап Мільтіада (пом. 314), Сиріція (384—399) (який постановив, що ті маніхеі, які повернулися до лона церкви, повинні бути увязнені в монастирі), Анастасія I (399—401) (який постановив, що заморські християни повинні мати підтвердження від свого єпископа, що вони не маніхеї) маніхейство надовго зникає зі сторінок цього джерела. Завдяки Августину про маніхеїв в Італії відомо, що вони були досить впливовими, щоб надати йому протекцію при дворі. Однак починаючи з кінця IV століття проти них було прийнято низку законів, маніхейство було оголошено незаконним, а у 425 році його прихильники були вигнані з Рима. Добре відомо про гоніння на римських маніхеїв, вчинене папою Левом I (440—461) у 443 році. Його зусиллями маніхеїв переслідували як церковна, так і світська влада. Єретики, котрі розкаялися, мали засудити вчення Мані усно і письмово, а тих, які відмовилися це зробити, виганяли назавжди, в результаті чого, за власними словами Льва, місто було повністю очищене від маніхейства. Тим не менш, папи Геласій I (492—496), Симах (498—514) і Гормізд (514—523) також вели активну боротьбу з маніхеями, спалювали їх книги, а їх самих відправляли у вигнання. Частина з них опинилася в Іспанії, де вони також, разом з присцилліанами, зазнавали гонінь. З початком вторгнення готів в Римську імперію в середині V століття напруга боротьби з маніхейською єрессю послабшала.

## Відносини з християнством
Ранньохристиянські церковні письменники ставилися до маніхейства досить зневажливо. Для Олександра Лікопольського ця релігія була позбавлена філософської основи, Євсевій Кесарійський в другій половині 320-х років називав Мані  «божевільним» (дав.-гр. μανείς). В цей же період в божевіллі звинувачували маніхеїв Феона Александрійський і Тит Бострійський. Пізніше Аврелій Августин безпосередньо виводив назву маніхейського вчення від цього слова. В «Церковній історії» Євсевія Кесарійського вперше прозвучало звинувачення маніхейства як єретичного вчення. Однак застосування цього поняття до маніхейства передбачало визнання його збоченням християнства, що християнськими апологетами заперечувалося. Тому, наприклад, на початку V століття Іван Золотоустий називав маніхеїв єретиками і псевдо-християнами. Зі свого боку, маніхеї вважали себе християнами, а своїх переслідувачів єретиками. Поступово маніхейство стало розглядатися як небезпечна єресь, але до початку VI століття звинувачення в «маніхействі» застосовувалося і до релігійних опонентів, чиї реальні погляди мали небагато спільного з релігією Мані. Зрештою «маніхейство», поряд з переможеним наприкінці IV століття аріанством, посіло місце в ряду синонімів слова «єресь».
У 1935 році в своїй статті про маніхейство в енциклопедії Паулі-Віссова сходознавець Ганс Полоцький відніс праці блаженного Августина до числа найважливіших джерел для вивчення даної релігії. Починаючи з цього часу з'явилося дуже багато робіт, що стосуються взаємовідносин цього батька Церкви, котрий в молодості на кілька років відкинув християнство, і маніхейства. Інформація, яку він повідомляє, ґрунтується на унікальному особистому досвіді і вважається доволі достовірною. Окрім даних про маніхейське віровчення, праці Августина містять звіти про два публічних диспути, які він провів у 392 і 404 роках.
Численними дослідниками маніхейство в Єгипті розглядалося у зв'язку з проблемою джерел виникнення там чернецтва. Висловлювалися припущення, що маніхейський термін mānistān, який означав місце зборів маніхейських жерців, «обраних», міг стати моделлю для кіновітних монастирів Пахомія Великого, що з'явилися в середині IV століття. Однак, оскільки точних відомостей про організацію mānistān'ів не збереглося, підтвердити цю теорію складно. Однією з перших значних робіт в цьому напрямку стала доповідь Людвіга Кенена «Manichäische Mission und Klöster in Ägypten» (1978), в якій він позначив проникнення маніхейства в Єгипет в III столітті як передумову появи християнського чернецтва. Кенен вказав на близькість поглядів маніхеїв з тими, які представлені в текстах Наг-Хаммаді, а mānistān, за його припущенням, був близький по своїй організації комплексу будівель, виявлених в Кумрані. Він також зробив висновок про спільність термінології обох груп, що має арамійське і сирійське походження, зокрема маніхейськими «будинками» і кіновітною системою. Однак ці припущення не отримали загального визнання. Зрештою Кенен не пояснює, чому християнські аскети підкреслювали відмінність своїх поглядів і монастирів від маніхейських. Сучасна точка зору на релігійну ситуацію в Єгипті IV століття полягає в констатації наявності широкої різноманітності форм аскетизму, що включає, крім перерахованого, жіночий і міський аскетизм і мелітіанські громади, з якими співіснували маніхейські аскети. Огляд  теорій стосовно даного питання наводиться в статтях Дж. Герінг (J. E. Goehring), наприклад у «Monastic Diversity and Ideological Boundaries in Fourth-Century Christian Egypt» (1997). Про те, що маніхейський аскетизм вводив в оману християн, писали Єфрем Сирин, Афанасій Великий та інші основоположники єгипетського чернецтва. Для того, щоб виявляти прониклих в чернече середовище маніхеїв, патріарх Тимофій I (380—385) запропонував «перевірку їжею»: маніхеї відмовлялися вживати м'ясо, яке вважали жертовним.

### Первинні джерела
- Епифаний Кипрский. Творения. — М., 1880. — Т. 48. — 361 с. — (Творения святых отцов в русском переводе)
- Manichaean Texts from the Roman Empire / Ed. by I. Gardner, S. Lieu. — Cambridge University Press, 2004. — 312 p. — ISBN 978-0-511-21588-9.

### Дослідження
англійською мовою
- Brown P. The Diffusion of Manichaeism in the Roman Empire // The Journal of Roman Studies. — 1969. — Т. 59, № 1/2. — С. 92-103.
- Cohen S. Schism and the Polemic of Heresy: Manichaeism and the Representation of Papal Authority in the Liber Pontificalis // Journal of Late Antiquity. — 2015. — Т. 8, № 1. — С. 195-230. — DOI:10.1353/jla.2015.0000.
- Coyle J. K. Manichaeism and its legacy. — BRILL, 2009a. — 346 p. — (Nag Hammadi and Manichaean studies) — ISBN 978-90-04-17574-7.
- Coyle J. K. Characteristics of Manichaeism in Roman Africa // New Light on Manichaeism. — 2009b. — Т. 64. — С. 101-114. — ISSN 0929-2470.
- Coyle J. K. Manichaeism and Its Legacy. — BRILL, 2009. — 346 p. — ISBN 978-90-04-17574-7.
- Frend W. H. C. The Gnostic-Manichaean Tradition in Roman North Africa // The Journal of Ecclesiastical History. — 1953. — Т. 4, вип. 1. — С. 13-26. — DOI:10.1017/S002204690002562.
- Humfress C. Orthodoxy and the Courts in Late Antiquity. — Oxford University Press, 2007. — 344 p. — ISBN 978–0–19–820841–9.
- Lieu S. N. C. Manichaeism in the Later Roman Empire and Medieval China. — Tübingen : J. C. B. Mohr, 1992. — 329 p. — ISBN 3-16-145820-6.
- Lieu S. N. C. Manichaeism in Mesopotamia & the Roman East. — BRILL, 1999. — 325 p. — ISBN 90 04 09742 2.
- Lim R. Unity and Diversity Among Western Manichaeans : A Reconsideration of Mani's sancta ecclesia // Revue d'Etudes Augustiniennes et Patristiques. — 1989. — Т. 35, вип. 2. — С. 231-250. — DOI:10.1484/J.REA.5.104599.
- Stroumsa G. Манихейский вызов египетскому христианству // The Roots of Egyptian Christianity. — Philadelphia : Fortress Press, 1986. — С. 307-319. — ISBN 0-8006-3100-5.

німецькою мовою
- Drecoll V. H., Kudella M. Augustin und der Manichäismus. — Mohr Siebeck, 2011. — 292 p. — ISBN 978-3-16-15841-7.
- Sundermann W. Zur frühen missionarischen Wirksamkeit Manis // Acta Orientalia Academiae Scientiarum Hungaricae. — 1971. — Т. 24, № 1. — С. 79-125.

російською мовою
- Виденгрен Г. Мани и манихейство / Научная редактура: Светлов Р. В. — Спб. : Евразия, 2001. — 256 с. — ISBN 5-8071-0094-8.
- Геростергиос А. Юстиниан Великий — император и святой. — 2010. — 448 с.
- Князький И. О. Император Диоклетиан и закат античного мира. — СПб. : Алетейя, 2010. — (Античная библиотека. Исследования) — ISBN 978-5-91419-310-9.
- Крист К. История времён римских императоров от Августа до Константина. — Ростов-на-Дону, 1997. — Т. 2. — 512 с. — ISBN 5-222-00039-7.
- Хосроев А. Л. История манихейства. — Филологический  факультет Санкт-Петербургского  государственного  университета, 2007. — 480 с. — ISBN 5-8465-0484-1.

французькою мовою
- Stoop É. Essai sur la diffusion du manichéisme dans l'Empire romain. — 1909. — 151 p.
- Stroumsa G. Monachisme et Marranisme chez les Manichéens d'Egypte // Numen. — 1982. — Т. 29, № 2. — С. 184-201.